# Deutschösterreich, du herrliches Land
Deutschösterreich, du herrliches Land, auch Renner-Kienzl-Hymne genannt, wurde – wenngleich nie offiziell zur Hymne erhoben – zwischen 1920 und 1929 als Nationalhymne der Ersten Österreichischen Republik angesehen.

## Geschichte der Renner-Kienzl-Hymne
Der Text wurde 1920 von Staatskanzler Karl Renner persönlich gedichtet, die Melodie dazu stammt von Wilhelm Kienzl. Beabsichtigt war, ein republikanisches Gegenstück zur Volkshymne des Kaisertums Österreich zu schaffen.
Renner hatte für Österreich den Vertrag von Saint-Germain vom 10. September 1919 unterzeichnet. Darin wurde der Staat auf Wunsch der Kriegssieger nicht mehr, wie die Provisorische Nationalversammlung im Oktober 1918 festgelegt hatte, als Deutschösterreich, sondern als Republik Österreich bezeichnet, da die Sieger jede offizielle Verbindung zum Deutschen Reich vermeiden wollten und im Vertrag auch den Zusammenschluss der beiden Staaten ausgeschlossen hatten. Renner verwendete den ursprünglichen Namen der Republik im Liedtext dennoch. Daneben benutzte er auch einige weitere Bezeichnungen, welche für den neuen Staat bei der Namenswahl ebenfalls in Betracht gezogen worden waren („Bergländerbund“, „Ostalpenlande“).
Kienzl äußerte sich zur Hymne so:

„Da die kraftvollen, edlen, wenn auch nicht gerade volkstümlich gehaltenen Verse sich von jedweder Parteipolitik fernhalten und nur von der Liebe zum Vaterland sprechen, nahm ich das Angebot Renners an und belastete mich dadurch mit der schweren Verantwortung, die sich für mich unwillkürlich aus dem durch die geschichtliche Entwicklung hervorgerufenen Umstand ergab, für die im tiefsten Herzen jedes Österreichers wurzelnde, in ihrer erhabenen Volkstümlichkeit unerreichbare unsterbliche Melodie Haydns einen Ersatz schaffen zu müssen.“

Die Renner-Kienzl-Hymne konnte sich aber nicht durchsetzen: Die Melodie war für die Masse zu wenig eingängig und der Text wenig mitreißend. Ihre größte Hypothek in den Augen vieler war die Autorschaft des Sozialisten Renner.
Die mangelnde Popularität der Renner-Kienzl-Hymne führte dazu, dass sie von der 1929 amtierenden christlichsozialen Bundesregierung auf Antrag von Heeresminister Carl Vaugoin durch die sogenannte Kernstock-Hymne Sei gesegnet ohne Ende ersetzt wurde, wenngleich dies unter dem Hinweis geschah, dass „die weitere Pflege der Renner-Kienzl-Hymne keineswegs ausgeschlossen“ werden solle, obwohl sie zu offiziellen Anlässen ausdrücklich nicht mehr erklingen dürfe.

## Text der Hymne
| |  | |
| 1. Deutschösterreich, du herrliches Land, wir lieben dich! Hoch von der Alm unterm Gletscherdom Stürzen die Wasser zum Donaustrom: Tränken im Hochland Hirten und Lämmer, Treiben am Absturz Mühlen und Hämmer, Grüßen viel Dörfer, viel Städte und ziehn Jauchzend zum Ziel, unserm einzigen Wien! Du herrliches Land, unser Heimatland, Wir lieben dich, wir schirmen dich.       |  | 3. Deutschösterreich, du treusinnig Volk, wir lieben dich! Dienende Treu schuf dir Not und Reu, Sei uns in Freiheit dir selber treu! Gibt es ein Schlachtfeld rings in den Reichen, Wo deiner Söhne Knochen nicht bleichen? Endlich brachst du die Ketten entzwei, Diene dir selber, sei dein! Sei frei! Du treusinnig Volk, unser Duldervolk, Wir lieben dich, wir schirmen dich.  |
| |  | |
| 2. Deutschösterreich, du tüchtiges Volk, wir lieben dich! Hart ist dein Boden und karg dein Brot, Stark doch macht dich und klug die Not. Seelen, die gleich wie Berge beständig, Sinne, die gleich wie Wasser lebendig, Herzen so sonnig, mitteilsamer Gunst, Schaffen sich selber ihr Glück, ihre Kunst. Du tüchtiges Volk, unser Muttervolk, Wir lieben dich, wir schirmen dich. |  | 4. Deutschösterreich, du Bergländerbund, wir lieben dich! Frei durch die Tat und vereint durch Wahl, Eins durch Geschick und durch Blut zumal. Einig auf ewig, Ostalpenlande! Treu unserm Volkstum, treu dem Verbande! Friede dem Freund, doch dem Feinde, der droht, Wehrhaften Trotz in Kampf und Not! Du Bergländerbund, unser Ostalpenbund, Wir lieben dich, wir schirmen dich. |
| |  | |

Quelle: Partitur